# شه پانیس
شِـه پانیس (انگلیسی: Chez Panisse) یک رستوران در برکلی است که یکی از رستوران‌های الهام‌بخش و اثرگذار در آشپزی سبک کالیفرنیایی محسوب می‌شود. این رستوران را سرآشپز، نویسنده و فعال غذا و تغذیه، آلیس واترز در سال ۱۹۷۱ میلادی بنیان نهاد. تأکید این رستوران بیشتر بر کیفیت مواد اولیه است تا روش‌های آشپزی و مالکان آن شبکه‌ای از تهیهٔ مواد اولیه اُرگانیک را با کشاورزان، دامداران و لبنیاتی‌های محلی ایجاد نموده‌اند.
رستوران اصلی که در طبقه پایین قرار دارد، منوی ثابت روزانه‌ای ارائه می‌دهد که بر اساس محصولات فصلی تغییر می‌کند. کافه‌ای در طبقه بالا منوی آلاکارته (منوی قیمت جدا) با قیمت‌های پایین‌تر ارائه می‌دهد.
ویکتوریا وایز اولین سرآشپز این رستوران بود. آلیس واترز و رستوران، شبکه‌ای از تولیدکنندگان محلی را ساختند. بسیاری از این کشاورزان، دامداران و کارخانه‌های لبنی همچنان بیشتر مواد اولیه رستوران را تأمین می‌کنند. این رویکرد بسیار نوآورانه بود. در ادامه، سرآشپزهای دیگری همچون جرمیای تاور، پل برتولی و ژان-پی‌یر مول به عنوان سرآشپزهای اصلی فعالیت کردند. ساختمان پس از آتش‌سوزی‌های سال‌های ۱۹۸۲ و ۲۰۱۳ دو بار بازسازی شد.